# Abaz Kupi
Abaz (ou Abas) Kupi, né à Krujë (dans l'Empire ottoman le 6 août 1892[réf. nécessaire] et mort à New York (États-Unis) le 9 janvier 1976[réf. nécessaire] est un officier albanais de gendarmerie.
Il est connu pour avoir commandé le 7 avril 1939 la garnison de Durazzo qui a résisté pendant 36 heures aux troupes italiennes, permettant ainsi au roi Zog Ier, à la reine Géraldine et à leur nouveau-né Leka de s'échapper.

## Biographie
Chef des nationalistes fidèles au roi Zog Ier, Abaz Kupi entre en résistance dès le début de l'occupation de l'Albanie par l'Italie fasciste et organise avec l’aide des services secrets britanniques, le MI6, des coups de main près de la frontière serbo-albanaise.
Il prend la direction du Parti de la Légalité (Legaliteti, en albanais) créé en novembre 1943 par les royalistes après leur départ du Mouvement de Libération Nationale - LNÇ (MLN ou Lëvizje nacionalçlirimtare en albanais), passé sous le contrôle des Partisans communistes d'Enver Hoxha. Les résistants du mouvement de Kupi ont le soutien des équipes britanniques du SOE en Albanie.
Le 7 juillet 1949 Abaz Kupi est nommé président de la Junte militaire, organisme secret chargé de contrôler les opérations militaires de déstabilisation du régime communiste de la République populaire d'Albanie, le projet Valuable.
Il est également membre du Comité pour une Albanie Libre (Committee for Free Albania) qui s’est constitué à Londres et à New-York à l'été 1949.
Le parti royaliste Legaliteti, de même que son rival en opposition, le parti républicain Balli Kombëtar de Mit'hat Frashëri, fonctionnera toujours à l'étranger jusqu'en 1991, année des premières élections démocratiques en Albanie.
Abaz Kupi est photographié dans Albanian Assignment et Au cœur de l’action clandestine. Des Commandos au MI6 de David Smiley.

## Sources
- Roger Faligot, Les services spéciaux de sa Majesté - Messidor/ Temps Actuels – 1982. Dans le chapitre 5, l’auteur traite de la politique britannique dans la zone des Balkans (Grèce, Albanie, Yougoslavie) pendant la Deuxième guerre mondiale et des tentatives de déstabilisation de l’Albanie en 1949.
- Colonel David Smiley, Au cœur de l’action clandestine. Des Commandos au MI6, L’Esprit du Livre Éditions, 2008  (ISBN 978-2-915-96027-3). Traduction de (en) Irregular Regular, Michael Russell, Norwich, 1994   (ISBN 0-859-55202-0). Cahier de photographies.
- John Prados, Guerres secrètes de la CIA - Éditions du Toucan - 2008. Le chapitre 4 est consacré au projet Valuable (Albanie, 1949).
- (en) Colonel Dayrell Oakley-Hill, An Englishman in Albania, The Centre for Albanian Studies, Learning Design Limited, Londres, 2002  (ISBN 978-1-903-61620-8). Préface du colonel David Smiley. Conseiller militaire de la gendarmerie du roi Zog d’Albanie de 1929 à 1939. Au début de la guerre, il est officier de sécurité à Malte avant d’être nommé responsable du bureau SOE pour l’Albanie, dans la capitale yougoslave, Belgrade. Il assure des missions de transport d’armes et d’explosifs entre la Yougoslavie et l’Albanie, au profit de la résistance albanaise du Nord (mouvements des frères Kryeziu et d’Abaz Kupi).
- (en) Bernd J. Fischer Albania at War, 1939-1945, West Lafayette, Purdue University Press, 1999. L'Albanie dans la guerre. Extraits en ligne
- (en) The Wildest Province: SOE in the Land of the Eagle de Roderick Bailey, 2008,  Jonathan Cape Ltd  (ISBN 978-0-224-07916-7)
- (en) Colonel David Smiley, Albanian Assignment, avec une préface de Patrick Leigh Fermor, Éditions Chatto & Windus, Londres, 1984. Cahier de photographies. Le SOE en Albanie
- (en) Illyrian venture: The story of the British military mission to enemy-occupied Albania, 1943-44 – Éditions Bodley Head - 1952. Les mémoires du colonel Edmund "Trotsky" Davies. Le SOE en Albanie.
- (en) Sons of the Eagle. A Study in Guerilla War de Lord Julian Amery - 1948 – Éditions Macmillan & C° Ltd, Londres. Le SOE en Albanie.
- (en) Stephen Dorril, MI6: Inside the Covert World of Her Majesty's Secret Intelligence Service - The Free Press - New York - 2000   (ISBN 978-0-743-20379-1). Toutes les opérations du MI6 sont détaillées. Le chapitre 19 est consacré à l'Albanie (projet Valuable) Index en ligne. Kupi est cité